# 27502 Stephbecca
27502 Stephbecca è un asteroide della fascia principale. Scoperto nel 2000, presenta un'orbita caratterizzata da un semiasse maggiore pari a 2,8761684 au e da un'eccentricità di 0,0150372, inclinata di 2,95701° rispetto all'eclittica.
L'asteroide è dedicato alle sorelle Stephanie e Rebecca Wasserman, figlie dello scopritore.